# Asperspina rhopalotecta
Asperspina rhopalotecta is een slakkensoort uit de familie van de Asperspinidae. De wetenschappelijke naam van de soort is voor het eerst geldig gepubliceerd in 1973 door Salvini-Plawen.